# Allium victoris
Allium victoris är en amaryllisväxtart som beskrevs av Aleksei Ivanovich Vvedensky. Allium victoris ingår i släktet lökar, och familjen amaryllisväxter. Inga underarter finns listade i Catalogue of Life.